# Баранов, Олег Анатольевич
Оле́г Анато́льевич Бара́нов (род. 16 марта 1969 года, Потсдам, ГДР) — советский и российский государственный деятель. Начальник Главного управления МВД России по городу Москве с 23 сентября 2016 года. Генерал-лейтенант полиции (2017).

## Биография
Родился 16 марта 1969 года в Потсдаме (Германская Демократическая Республика, с 1990 — Федеративная Республика Германия).
Службу в органах внутренних дел начал в 1989 году на должности милиционера 173-го отделения милиции Москвы. В 1999 году окончил Юридический институт МВД России (ныне Московский университет МВД России имени В. Я. Кикотя).
С 2000 года по 2001 год — начальник 4-го отделения Регионального оперативно‑розыскного бюро (по Юго‑Восточному административному округу Москвы) Центрального Регионального управления по борьбе с организованной преступностью при Главном управлении по борьбе с организованной преступностью МВД России.
С 2001 года по 2003 год — начальник 3-го отделения отдела по борьбе с организованной преступностью Управления внутренних дел ЮВАО Москвы.
В 2003 году назначен на должность заместителя начальника отдела по борьбе с организованной преступностью УВД ЮВАО Москвы — начальника 1-й оперативно-розыскной части. С 2004 года — начальник отдела по борьбе с организованной преступностью УВД по ЮВАО Москвы.
В 2006 году переведён в ГУВД по городу Москве, где стал заместителем начальника Управления по борьбе с организованной преступностью — начальником 1-й оперативно-розыскной части. В 2008 году занял должность заместителя начальника Управления уголовного розыска ГУВД по Москве.
6 мая 2011 года после прохождения переаттестации в связи с реформой МВД Баранову было присвоено присвоено специальное звание «полковник полиции».
В июле 2011 года возглавил Управление уголовного розыска ГУ МВД России по Москве. Указом Президента Российской Федерации от 14 июня 2012 ему было присвоено специальное звание «генерал-майор полиции».
10 августа 2012 года Указом Президента Российской Федерации был назначен на должность заместителя начальника Главного управления Министерства внутренних дел Российской Федерации по городу Москве — начальника полиции, уголовный розыск Москвы же возглавил полковник Александр Трушкин.
23 сентября 2016 года Указом Президента Российской Федерации был назначен на должность начальника Главного управления Министерства внутренних дел Российской Федерации по городу Москве, сменив на этом посту Анатолия Якунина.
10 ноября 2017 года Указом Президента Российской Федерации Баранову было присвоено специальное звание «генерал-лейтенант полиции».

## Награды
Удостоен ряда государственных и ведомственных наград, среди которых:
- медаль «За отвагу»;
- медаль «За отличие в охране общественного порядка».

## Санкции
7 декабря 2022 года на фоне вторжения России на Украину включён в санкционный список Канады «близких соратников режима» за грубые и систематические нарушения прав человека в отношении российских граждан, «протестующих против незаконного вторжения российского режима в Украину и антидемократической политики».
20 июля 2023 года попал под санкции ЕС как нарушитель прав человека. Власти ЕС обвинили Баранова в использовании его позиции главы МВД по городу Москве для подавления оппозиции и организации репрессий против сторонников Алексея Навального, независимых активистов и журналистов и протестующих против продолжающейся войны России против Украины, таким образом отметив, что он «несет ответственность за серьезные нарушения прав человека в Россия, включая произвольные аресты или задержания, а также нарушения или злоупотребления свободой мирных собраний и ассоциаций».